# ماثيو ديفيس
ماثيو ديفيس (بالإنجليزية: Matthew Davis)‏ (و. 1978 – م) هو ممثل، وممثل تلفزيوني، وممثل أفلام، من الولايات المتحدة الأمريكية، ولد في سولت ليك سيتي.

## التعليم
تعلم في جامعة يوتا.

## وصلات خارجية
- ماثيو ديفيس على موقع IMDb (الإنجليزية)
- ماثيو ديفيس على موقع روتن توميتوز (الإنجليزية)
- ماثيو ديفيس على موقع ألو سيني (الفرنسية)
- ماثيو ديفيس على موقع أول موفي (الإنجليزية)
- ماثيو ديفيس على موقع قاعدة بيانات الأفلام السويدية (السويدية)
- ماثيو ديفيس على موقع إن إن دي بي (الإنجليزية)
- ماثيو ديفيس على موقع قاعدة بيانات الفيلم (الإنجليزية)
- ماثيو ديفيس على موقع كينوبويسك (الروسية)